# Diego Occhiuzzi
Diego Occhiuzzi (Napoli, 30 aprile 1981) è uno schermidore italiano, specializzato nella sciabola.

## Biografia
È allenato dal maestro Leonardo Caserta presso il Circolo Nautico Posillipo di Napoli.
Il suo miglior risultato è la medaglia d'oro a squadre vinta al campionato europeo di scherma 2010 tenutosi a Lipsia insieme ad Aldo Montano, Luigi Samele, Luigi Tarantino.
Durante la prova di coppa del mondo tenutasi ad Algeri nel 2008 è riuscito a conquistare la qualificazione per le Olimpiadi di Pechino 2008. In quella competizione, insieme a Luigi Tarantino, Aldo Montano e Giampiero Pastore vince la medaglia di bronzo nella prova di sciabola a squadre.
Tra gli altri allori sono da segnalare la medaglia di bronzo a squadre alle Universiadi di Smirne del 2005 insieme a Marco Tricarico, Marco Ciari e Giacomo Guidi.
Qualificatosi per i Giochi della XXX Olimpiade di Londra 2012, Occhiuzzi accede alla finale della sciabola individuale dopo aver sconfitto in semifinale il romeno Rareș Dumitrescu. Successivamente viene battuto in finale per 15-8 dall'ungherese Áron Szilágyi e si aggiudica la medaglia d'Argento. Alle Olimpiadi di Londra vince pure la medaglia di bronzo nella gara a squadre di sciabola con Montano, Tarantino e Samele.
Ai Mondiali di Mosca 2015 vince la medaglia di Oro nella gara a squadre insieme con Montano, Berrè e Curatoli. Ha partecipato anche alle Olimpiadi di Rio 2016 nella sciabola individuale.
Ha fondato un'associazione denominata “Milleculure” per progetti sociali in ambito sportivo.

## Palmarès

### Risultati élite
In carriera ha ottenuto i seguenti risultati:
Giochi olimpici
Individuale
- Argento nella sciabola a Londra 2012

A squadre
- Bronzo nella sciabola a Pechino 2008
- Bronzo nella sciabola a Londra 2012

Mondiali
Individuale
A squadre
- Oro nella sciabola a Mosca 2015
- Argento nella sciabola ad Antalia 2009
- Argento nella sciabola a Parigi 2010
- Bronzo nella sciabola a San Pietroburgo 2007
- Bronzo nella sciabola a Catania 2011

Mondiali militari
Individuale
A squadre
- Oro nella sciabola a Grosseto 2005
- Oro nella sciabola ad Acireale 2017

Europei
Individuale
A squadre
- Oro nella sciabola a Plovdiv 2009
- Oro nella sciabola a Lipsia 2010
- Oro nella sciabola a Sheffield 2011
- Oro nella sciabola a Zagabria 2013
- Oro nella sciabola a Strasburgo 2014
- Argento nella sciabola a Montreux 2015
- Argento nella sciabola a Torun 2016

Universiadi
Individuale
A squadre
- Bronzo nella sciabola a Smirne 2005

Campionati italiani assoluti
Individuale
- Oro nella sciabola a Bologna 2012
- Argento nella sciabola a Acireale 2014
- Bronzo nella sciabola a Torino 2015

A squadre
- Oro nella sciabola a Trieste 2013
- Argento nella sciabola a Acireale 2014
- Bronzo nella sciabola a Livorno 2011